# Carl Thomas Mozart

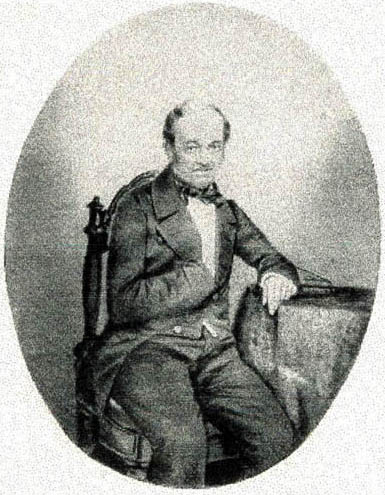
Carl Thomas Mozart, Daguerreotypie 1856

Carl Thomas Mozart (* 21. September 1784 in Wien; † 31. Oktober 1858 in Mailand, oft Carl Mozart oder Karl Mozart genannt) war ein österreichischer Staatsbeamter. Er war der zweite Sohn und das ältere der beiden überlebenden Kinder von Wolfgang Amadeus Mozart und Constanze geb. Weber.

## Leben

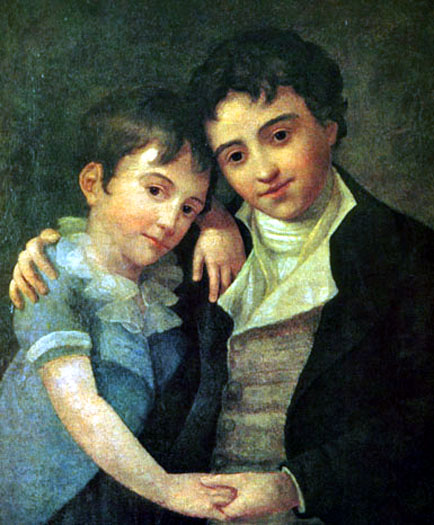
Die Söhne von Wolfgang Amadeus und Constanze Mozart: Carl Thomas (r) und Franz Xaver Mozart (l), Gemälde von 1798

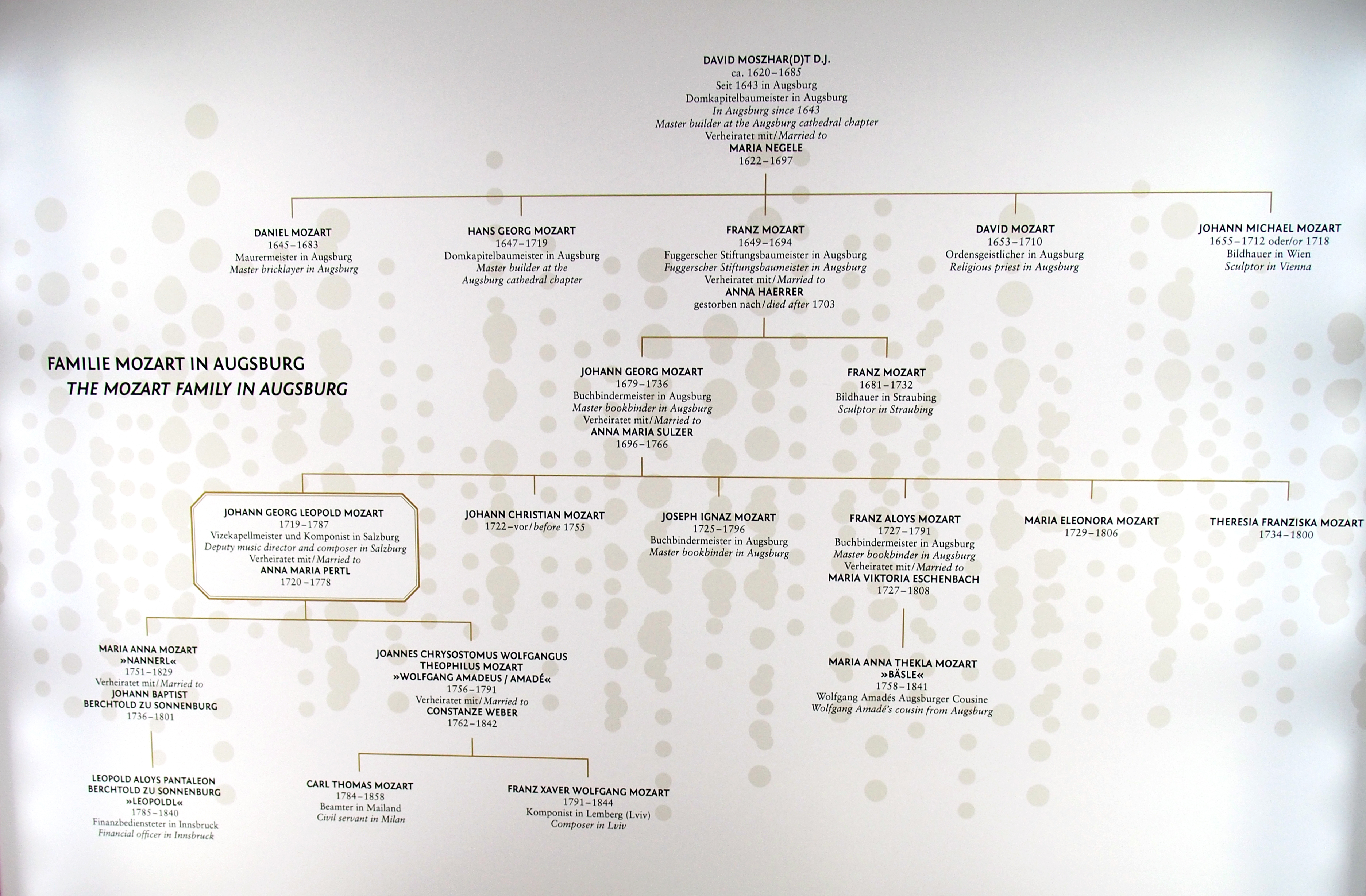
Stammbaum der Mozartfamilie

Nach dem Tod seines Vaters brachte seine Mutter Constanze ihn und seinen Bruder Franz Xaver Wolfgang auf das Landgut von Franz Xaver und Josepha Duschek, die Vila Bertramka nahe Prag. Die Erziehung des siebenjährigen Carl wurde dem Gymnasialprofessor Franz Xaver Niemetschek übertragen, der ihm auch Klavierunterricht erteilte. Hier blieb Carl bis 1797. Als Vierzehnjähriger wurde er 1798 zusammen mit seinem jüngeren Bruder Franz Xaver Wolfgang vom dänischen Maler Hans Hansen (1769–1828) gemalt und ging dann nach Livorno, wo er in einem Handelshaus eine Lehre begann. Er dachte in dieser Zeit daran, einen Handel mit Klavieren zu beginnen. Doch fand er im Handelsstand keine Befriedigung und übersiedelte Ende des Jahres 1805 nach Mailand, um hier Musik zu studieren. Auf Empfehlung von Joseph Haydn unterrichtete ihn der Mailänder Konservatoriums-Direktor und Komponist Bonifazio Asioli.
In den ersten zwei Jahren waren Carls Fortschritte verheißungsvoll, im dritten Studienjahr gab er aber die Musikerlaufbahn auf. Er trat danach als Beamter in den Staatsdienst ein, zunächst als Übersetzer innerhalb der damaligen französischen Verwaltung der Lombardei. Nach deren Eingliederung ins Kaisertum Österreich 1815 wurde er Beamter der Staatsbuchhaltung und führte in Mailand ein bescheidenes Leben. Im August und September 1820 hielt sich sein Bruder Franz Xaver Wolfgang zu Besuch bei ihm auf, 1825 sah er seine Mutter in Mailand, sie ihn wiederum 1836 in Salzburg. Während seiner Beamtentätigkeit war er weiterhin als offizieller Übersetzer für Italienisch für die k.k. Finanzverwaltung tätig. 1842 nahm er an der Enthüllung des Mozart-Denkmals in Salzburg und 1856 ebendort an den Feierlichkeiten zur 100. Wiederkehr des Geburtstages seines Vaters jeweils als Ehrengast teil.
Wie sein Bruder starb Carl Thomas Mozart unvermählt und hinterließ keine Nachkommen. Die direkte Nachkommenschaft Wolfgang Amadeus Mozarts ist mit ihm ausgestorben.

## Bedeutung
Carl Thomas Mozart bemühte sich von seinen jungen Jahren an bis zu seinem Tod, das Andenken seines Vaters zu fördern. 1841 vermachte er dem Mozarteum, aus dem später die Internationale Stiftung Mozarteum hervorging, bereits den Flügel seines Vaters, er beschenkte die Institution auch mit einem ansehnlichen Geldbetrag, überschrieb ihr Noten und Bücher. Seine Korrespondenz, die in großen Teilen in den Mitteilungen der Internationalen Stiftung Mozarteum veröffentlicht wurde, stellt eine bedeutende Quelle zur Familiengeschichte der Mozarts und der Mozart-Rezeption in der ersten Hälfte des 19. Jahrhunderts dar.

## Briefausgaben
- Mozarteums-Mitteilungen 1–3 (1918–1921)
- Rudolph Angermüller: Mozartiana aus der Sammlung Hans Wertitsch. In: Mitteilungen der Internationalen Stiftung Mozarteum, 34 (1986), S. 65–83.
- Rudolph Angermüller: Zwei ungedruckte Briefe Carl Mozarts. In: Mitteilungen der Internationalen Stiftung Mozarteum, 38 (1990), S. 145f.
- Rudolph Angermüller: Ein ungedruckter Brief Carl Mozarts. In: Mitteilungen der Internationalen Stiftung Mozarteum, 43 (1995), Heft 1–2, S. 88–90.

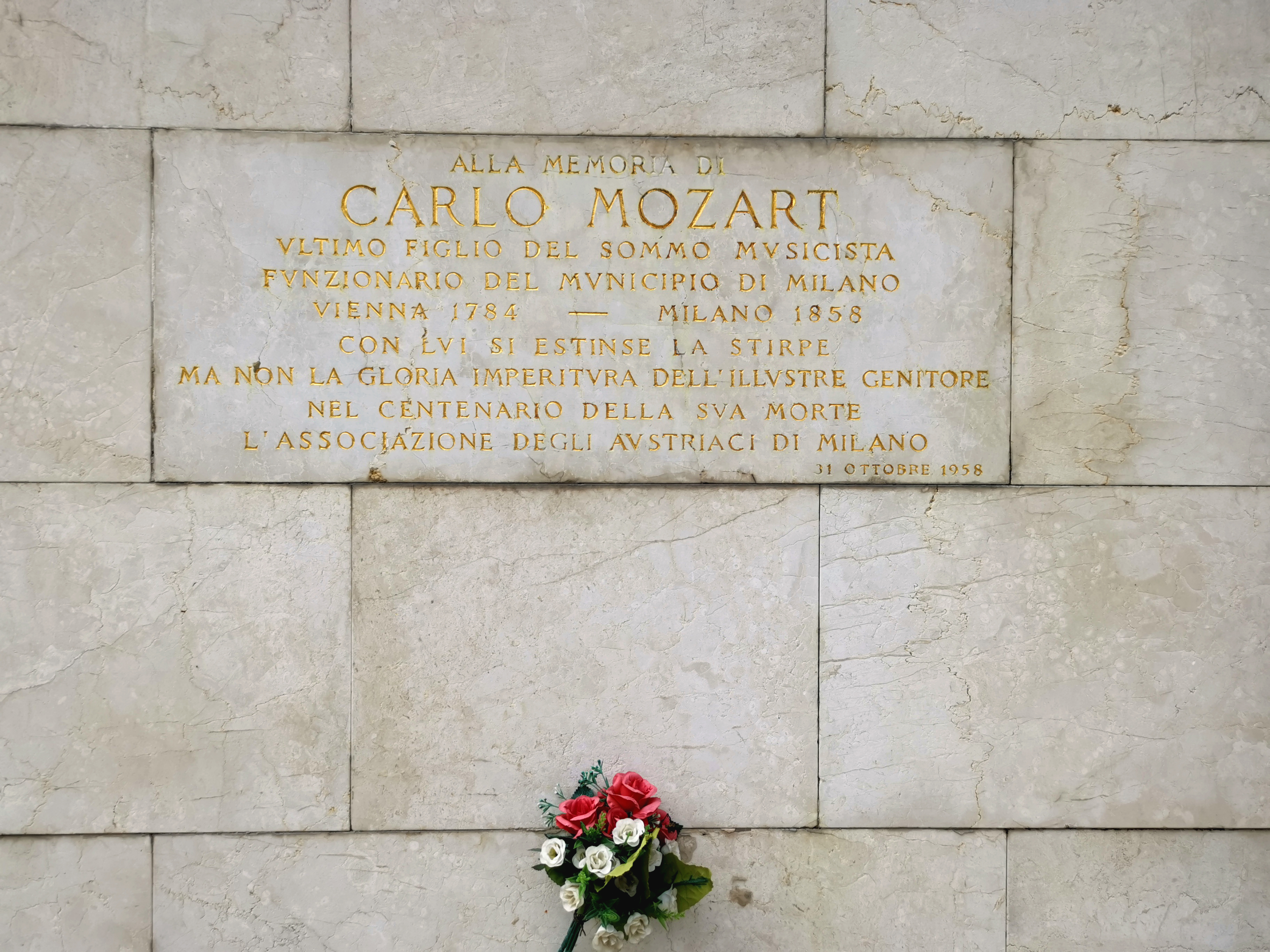
Kenotaph auf dem Cimitero Monumentale Mailand